# NGC 2023
NGC 2023 је емисионо-рефлексиона маглина у сазвежђу Орион која се налази на NGC листи објеката дубоког неба.
Деклинација објекта је - 2° 15' 33" а ректасцензија 5h 41m 38,2s. Привидна величина (магнитуда) објекта NGC 2023 износи 11,6. NGC 2023 је још познат и под ознакама LBN 954.